# Wearside

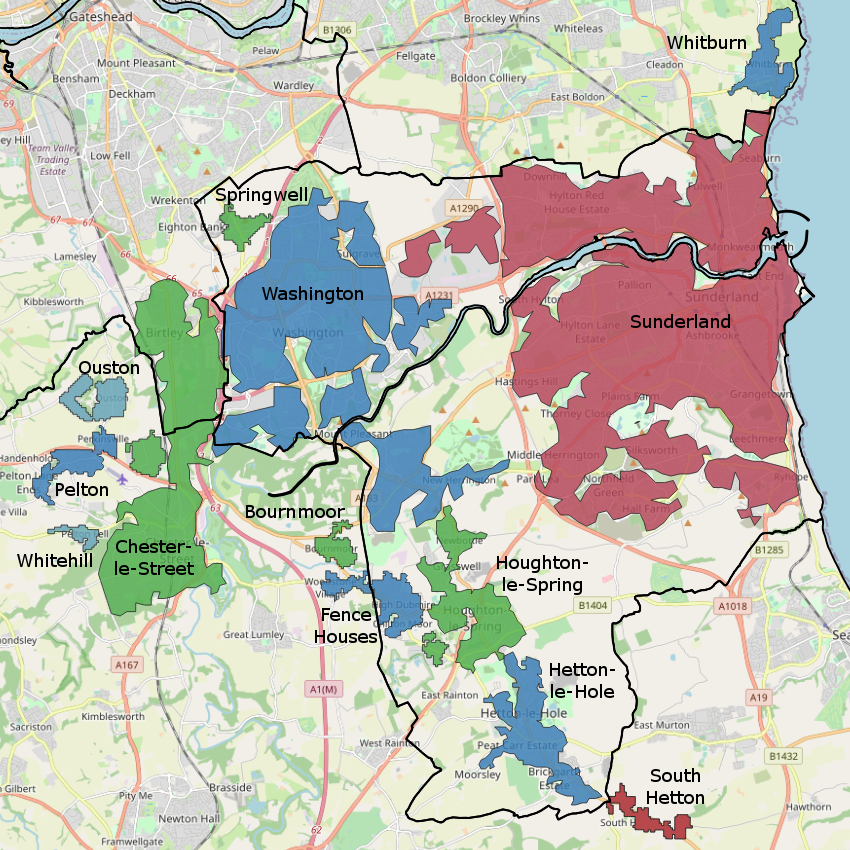
Suddivisioni della Sunderland Built-up area

Il Wearside è una conurbazione nel nord-est dell'Inghilterra, al centro dell'area urbana contigua di Sunderland sul fiume Wear. La conurbazione comprende le principali aree urbane separate di Washington, Houghton-le-Spring e Chester-Le-Street, nonché quelle contigue di Whitburn, Hetton-le-Hole, Bournmoor, South Hetton, Springwell Village, Ouston e Pelton.
Il Wearside è parzialmente situato sia nella contea metropolitana del Tyne and Wear che nel distretto dell'autorità unitaria della contea di Durham..
La maggior parte del Wearside si trova nel distretto metropolitano della città di Sunderland, che aveva una popolazione di 335.415 abitanti nel 2011.

## Economia
Come in altre parti del nord-est, nel Wearside e a Sunderland i settori economici predominanti vertono sul primario e secondario; molto tempo indietro queste aree erano dipendenti dalla cantieristica navale presso i Sunderland Docks e dall'estrazione del carbone nelle grandi miniere come la Monkwearmouth Colliery che vide un rapido declino a metà del XX secolo, molte aree sono state a lungo svantaggiate con la conseguente persistenza della disoccupazione. La città di Sunderland e parti del Wearside sono state lentamente convertite nel corso degli anni e gli affari sono ora in gran parte basati sui call center, sebbene molte aree come Easington Colliery debbano ancora affrontare problemi sociali.

## Media
Il Sunderland Echo, un quotidiano locale, è venduto in tutta l'area e distribuito online.
La radio locale privata Sun FM trasmette sulcanale 103.4 per il Wearside e Spark FM sul canale 107 per la città di Sunderland.

## Sport
La Wearside Football League fa parte della English Football League con le squadre dilettanti di Easington Colliery AFC e Seaham Red Star FC. L'unica squadra professionistica della zona è il Sunderland AFC, una squadra della Premier League con sede a Sunderland.

## Suddivisioni
Secondo l'Office for National Statistic, la popolazione della Wearside Built-up area ("Area urbana") è suddivisa come segue. Si noti che si tratta di una divisione dell'Ufficio nazionale di statistica e che i limiti utilizzati sono diversi da quelli degli agglomerati da cui prende il nome.
| #  | Sotto-area         | Popolazione (2011) |
| -- | ------------------ | ------------------ |
| 1  | Sunderland         | 174,286            |
| 2  | Washington         | 67,085             |
| 3  | Chester-le-Street  | 37,164             |
| 4  | Houghton-le-Spring | 13,863             |
| 5  | Hetton-le-Hole     | 12,127             |
| 6  | Fence Houses       | 6,649              |
| 7  | Ouston             | 5,303              |
| 8  | Pelton             | 5,278              |
| 9  | Whitburn           | 5,102              |
| 10 | South Hetton       | 3,032              |
| 11 | Bournmoor          | 2,082              |
| 12 | Springwell         | 2,074              |
| 13 | Whitehill          | 1,370              |
| –  | Totale             | 335,415            |